# 화간파

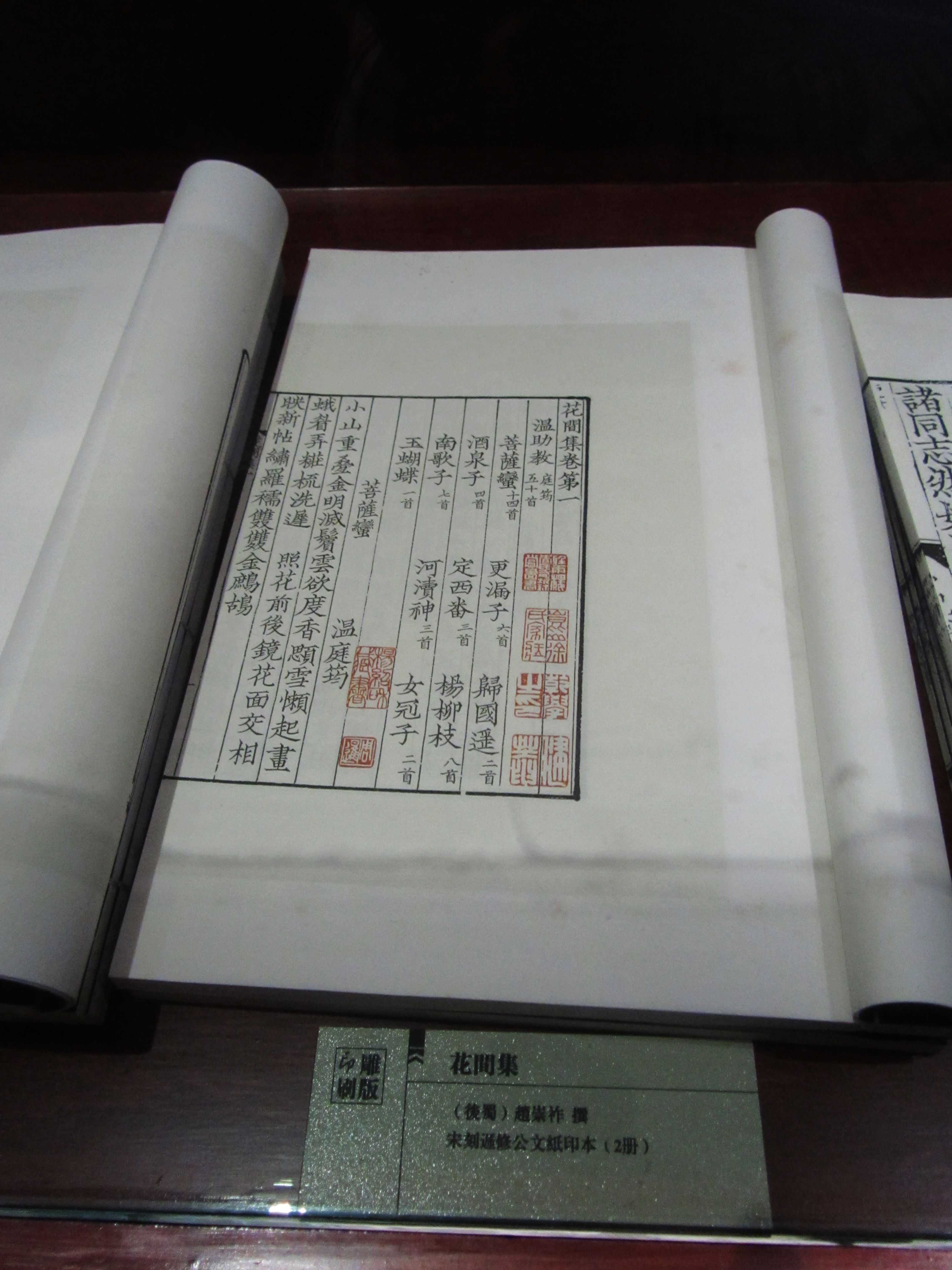
화간집

화간파(花間派)는 중국 당나라 말기에 활동하였던 시인 온정균이 개발한 사풍의 하나이다.

## 화간집
화간집(花間集)은 5대 후촉(後蜀)의 조숭조(趙崇祚)가 편집한 것으로 10권이다. 온정균의 작품을 비롯하여 만당·5대의 18인의 사(十八人詞)를 모은 것으로서 사집(詞集)의 원조이다. 여기에 수집된 작품은 온정균 풍의 규원(閨怨)의 정을 노래한 것이 많고, 사의 한 전형(典型)이 되었다. 이후 이와 유사한 작풍을 화간파(花間派)라고 칭한다.